# Pietro Boetto
Pietro kardinál Boetto SI (19. května 1871 – 31. ledna 1946) byl italský jezuitský duchovní a teolog, generální prokurátor jezuitského řádu (1921-1928) a arcibiskup janovský (od 1938). V roce 2017 mu komise při památníku Jad Vašem posmrtně udělila titul spravedlivý mezi národy.